# Nikolaos Makarezos
Nikolaos Makarezos (griechisch Νικόλαος Μακαρέζος) (* 1919 in Gravia, Fokida; † 3. August 2009) war griechischer Offizier und neben Georgios Papadopoulos und Stylianos Pattakos führender Kopf des Militärputsches vom 21. April 1967, mit dem die Griechische Militärdiktatur begann.

## Ausbildung und militärische Laufbahn
Makarezos wurde 1919 in dem Dorf Gravia (Γραβιά Παρνασσίδος) in Fokida geboren. Nach dem Besuch der Dorfschule und des Gymnasiums in Lamia besuchte er ab 1937 die Heereskadettenschule, von der er 1940 mit dem Rang eines Leutnants zum 1. Schweren Artillerieregiment abging. Seine militärische Ausbildung beendete er auf der Artillerieschule in Megalo Pefko (Μεγάλο Πεύκο), der englischen Artillerieausbildungsschule in Almaza bei Kairo und der amerikanischen Artillerieschule in Babenhausen (Hessen) in Deutschland. Daneben studierte er Wirtschafts- und Politikwissenschaft. Er nahm am Griechisch-Italienischen Krieg und den weiteren Waffengängen der 1940er Jahre teil.
Er war Ausbilder an der Artillerieschule Megalo Pefko, der Heereskadettenschule und der Höheren Kriegsschule und Militärattaché an der griechischen Botschaft in Bonn (1962–1965).

## Militärregierung
Mit Georgios Papadopoulos, der wie er selbst nur den relativ niedrigen Rang eines Obersten bekleidete, und Brigadegeneral Stylianos Pattakos plante er den Staatsstreich zum Sturz der Regierung von Panagiotis Kanellopoulos, der in der Nacht vom 20. auf den 21. April 1967 ausgeführt wurde. Die dreiköpfige Junta schob zunächst den königstreuen Konstantinos Kollias als Ministerpräsidenten vor. Nach dem missglückten Gegenputsch des Königs im Dezember 1967 übernahm Papadopoulos dieses Amt und spielte in der Folgezeit die führende Rolle im Regime der Obristen.
Makarezos gehörte den Regierungen während der Militärdiktatur bis Oktober 1973 mit einer besonderen Verantwortung für die Wirtschaftspolitik an: bis August 1971 als Koordinationsminister, sodann bis 1973 als Vizeministerpräsident mit der verantwortlichen Aufsicht über den Wirtschaftssektor.
In den Jahren 1967 bis 1973 wurden hohe Wachstumsraten bei niedriger Inflation und geringer Arbeitslosigkeit erzielt. Der Anstieg des Bruttosozialprodukts wurde durch Investitionen in die Tourismusindustrie, öffentliche Ausgaben und die Anregung von Kapitalinvestitionen aus Inland und Ausland erreicht, die zu Investitionen zahlreicher internationaler Unternehmen führte. Ferner erfolgte in maßgeblichem Umfang der Bau von Energieversorgungs- und anderen Infrastrukturprojekten. Besonders umfangreich wurde in die Tourismusindustrie investiert. Bei dem großen Umfang der hierfür eingesetzten staatlichen Finanzmittel blieben Korruptionserscheinungen nicht aus. So wurden zahlreiche zinsgünstige Darlehen für große Hotelbauten in touristisch uninteressanter Umgebung vergeben, was zur Entstehung von Bauruinen führte. Die wirtschaftlichen Erfolge der Vorjahre ließen jedoch 1973 spürbar nach und führten zu einer unzufriedenen Stimmung.
Als Papadopoulos am 8. Oktober 1973 den Politiker Spyros Markezinis zum neuen Ministerpräsidenten berief, schied Makarezos aus der Regierung aus.

## Strafrechtliche Verfolgung
Nach dem Zusammenbruch des Militärregimes wurde er verhaftet und auf Kea interniert. Nach etwa einem Jahr wurde er als einer der drei Anführer des Militärputsches wegen Hochverrats zum Tod verurteilt, von Ministerpräsident Konstantinos Karamanlis jedoch kurz darauf zu lebenslanger Freiheitsstrafe begnadigt. 16 Jahre lang war er in verschiedenen Gefängnissen. Aus gesundheitlichen Gründen wurde 1990 die Vollstreckung der Strafe als „Hausarrest“ fortgesetzt. Er starb am 3. August 2009.